# Дом № 5 по улице Пирогова (Барановичи)
Дом № 5 по улице Пирогова (бел. Дом № 5 па вуліцы Пірагова) — бывший жилой дом, построенный в стиле конструктивизма в 1930-е годы, памятник истории и культуры Барановичей XX века.

## История
Построен в стиле конструктивизма в середине 1930-х годов XX века. Строительство велось по типовому проекту жилья для польских государственных служащих, так называемые дома чиновничьих колоний, возводившихся в уездных центрах Западной Беларуси в 1920—1930-е годы.
В 2007 году зданию был присвоен статус историко-культурной ценности Беларуси регионального значения.
По состоянию на 2025 год в здании находится 4 отделение УЗ «Барановичской детской городской больницы» и Косметологический кабинет УЗ «Барановичская Центральная Поликлиника» с «ужасным ремонтом» внутри.

## Архитектура
Кирпичное оштукатуренное здание, относимое к стилистике «польского конструктивизма», отличается симметричной сложной объемно-пространственной композицией. К центральной двухэтажной (с цокольным этажом) части примыкают с боков одноэтажные прямоугольные пристройки, имеющие на главном и боковых фасадах небольшие ризалиты. Центральному кубовидному объёму лицевой части здания на его тыльном фасаде соответствует узкий скруглённый двухэтажный ризалит. Крыша здания — шиферная, покатая, почти плоская. Оконные проёмы прямоугольные, широкие, помещенные на главном фасаде в неглубокие ниши, какая-либо декоративная отделка отсутствует. Внутри здание имеет широкий холл, лестницу, ведущую на второй этаж, двери комнат выходят на коридор.
Центральный кубовидный объём на тыльном фасаде выделен вытянутым по продольной оси скругленным ризалитом. К центральному объёму примыкают низшие боковые крылья, акцентированными невысокими аттиками. Завершены все объёмы покатыми, почти плоскими крышами. Фасады оштукатурены и покрашены. Главный фасад центрального объёма раскрапирован плоскими лопатками, прорезан прямоугольными оконными проемами. Главные и тыльные фасады боковых крыльев прорезаны прямоугольными оконными проемами. На боковых фасадах прямоугольные оконные проемы без декора.